# Guysborough (hrabstwo)
Guysborough – historyczne hrabstwo (geographic county) kanadyjskiej prowincji Nowa Szkocja z ośrodkiem w Guysborough, powstałe w 1836, współcześnie jednostka podziału statystycznego (census division). Według spisu powszechnego z 2016 obszar hrabstwa to: 4044,15 km², a zamieszkiwało wówczas ten obszar 7625 osób.
Hrabstwo, którego nazwa pochodzi od miana stolicy, zostało wydzielone w 1836 z ówczesnego hrabstwa Sydney.
Według spisu powszechnego z 2011 obszar hrabstwa zamieszkiwało 8143 mieszkańców; język angielski był językiem ojczystym dla 96,8%, francuski dla 2,0% mieszkańców.